# Rakaia longitarsa
Rakaia longitarsa är en spindeldjursart som beskrevs av Forster 1952. Rakaia longitarsa ingår i släktet Rakaia och familjen Pettalidae. Inga underarter finns listade i Catalogue of Life.